# Рафферти (фильм)
«Рафферти» — советский  трёхсерийный телевизионный художественный фильм, поставленный на Киностудии «Ленфильм» в 1980 году режиссёром Семёном Арановичем по одноимённому роману американского писателя Лайонела Уайта (1905—1985).
Премьера фильма в СССР состоялась 19 ноября 1980 года.

## Краткое содержание
Действие происходит в США в 1960—1970-е годы. Заместитель главы профсоюза транспортных рабочих Джек Рафферти в связи с подозрением в коррупции даёт показания перед правительственной комиссией. Джек может и не свидетельствовать против себя, сославшись на пятую поправку, но в таком случае ему придётся распрощаться со своими честолюбивыми планами стать председателем профсоюза, сменив на этом посту Сэма Фарроу.
Заседания комиссии транслируются по телевидению на всю страну, семья и друзья будут наблюдать за его признанием. А в его прошлом много тёмных дел. Однако Джек идёт на всё: он предаёт людей, которые ему доверяли.
Расследование комиссии раскрывает всю теневую биографию Рафферти — историю того, как выходец из низов, занимая всё более высокие посты, морально падает всё ниже и ниже.
Прототипом главного героя стал Джимми Хоффа, бывший одно время председателем профсоюза водителей-дальнобойщиков («тимстеров»), поддерживавший тесные связи с американской мафией и, по одной из версий, убитый ею в 1975 году (Хоффа пропал без вести 30 июля 1975 года, его судьба до сих пор не выяснена).

## В ролях
- Олег Борисов — Джек Рафферти (прототип — Джимми Хоффа)
- Евгения Симонова — Джил Харт, певица, любовница Рафферти
- Лариса Малеванная — Марта, жена Рафферти (прототип — Джозефина Хоффа)
- Армен Джигарханян — Томми Фарричетти, гангстер, приятель Рафферти (прототип — гангстер Джонни Дио)
- Александр Кайдановский — Роберт Эймс, обвинитель, юрисконсульт сенатской комиссии (прототип — Роберт Кеннеди)
- Витаутас Паукште — Хэдн Босуорт, бизнесмен, друг детства Рафферти
- Константин Адашевский — Сэм Фарроу, профсоюзный босс
- Владимир Зельдин — сенатор Феллоуз, председатель сенатской комиссии (прототип — сенатор Джон Л. Макклеллан)
- Алексей Рессер — Морт Кауфман, адвокат Рафферти (озвучил Зиновий Гердт)
- Юрий Стренга — Фрэнсис Макнамара, адвокат Фарричетти

### В эпизодах
- Гедиминас Карка — отец Марты (озвучил Игорь Ефимов)
- Изиль Заблудовский — Филипп
- Марина Левтова — Энн, дочь Рафферти
- Сергей Власов — Эдди, сын Рафферти
- Алексей Герман — репортёр (прототип — Лайонел Уайт)
- Василий Корзун — Уэллесон
- Николай Мартон — Тилден
- Юрий Родионов — журналист
- Валерий Петров — член сенаторской комиссии
- Вальдас Ятаутис — член сенаторской комиссии
- Светлана Махлина — журналистка
- Виктор Филиппов — эпизод
- Стоян Алексиев — эпизод
- Сава Георгиев — эпизод
- Драган Каюмджиев — эпизод
- Татьяна Маневская — Мейни, подруга Джил
- Илия Пенев — инспектор полиции
- Димитр Хаджиянев — инспектор полиции
- Анатолий Шведерский — хозяин мастерской
- Адольф Шестаков — Мэркс, активист профсоюза
- Л. Банькова — Лили
- Игорь Варпа — Бартон, частный детектив
- М. Каневский — хозяин квартиры
- Юрий Лазарев — Стив, брат Марты
- Владимир Марков — полицейский
- Лев Рубинштейн — Бейлис, сержант полиции
- Валерий Смоляков — полицейский
- Лембит Ээльмяэ — Карл Оффенбах
- В титрах не указаны:
- Дмитрий Зебров — помощник юрисконсульта Эймса
- Олег Пальмов — помощник Эймса
- Александр Чутко — полицейский
- Александр Кнайфель — пианист
- Станислав Соколов — портье

## Съёмочная группа
- Автор сценария — Семён Нагорный
- Режиссёр-постановщик — Семён Аранович
- Оператор-постановщик — Генрих Маранджян
- Художник-постановщик — Валерий Юркевич
- Композитор — Александр Кнайфель
- Звукооператор — Эдуард Ванунц
- Режиссёры — Алла Бурмистрова, Владимир Перов
- Операторы — А. Кудрявцев, Андрей Дудко, В. Гусев, А. Иванов
- Монтаж — Раиса Изаксон
- Грим — Н. Пилявского
- Костюмы — Г. Хомченко
- Художник-декоратор — Евгений Стырикович
- Комбинированные съёмки:
Операторы — А. Торговкин, Н. Дуброво
Художник — Юрий Боровков
- Консультант — И. Геевский
- Редактор — Никита Чирсков
- Режиссёрская группа — И. Мочалова, Юрий Серов, С. Яценко, Л. Бергер, Рената Лунгова, Буряна Ангелакиева
- Ассистенты:
художника — Станислав Митев
по костюмам — Л. Волынская
по монтажу — Е. Волынская, И. Косоротова
звукооператора — Лариса Маслова
- Административная группа — Дмитрий Гербачевский, Андрей Зерцалов, Валерий Смоляков, Н. Хазина, Спас Костов, Георги Ковачев
- Директора картины — Дмитрий Коптев, Александр Капица

## Признание и награды
- 1981 — Приз жюри телефильму на IX Всесоюзном фестивале телевизионных фильмов.

## Критика
Киновед Александр Фёдоров считал, что «психологическая драма об американском профсоюзном боссе Рафферти, замешанном в коррупции, хорошо вписываясь в стандарты так называемого „политического кино“, весьма модного в 1970-х, привлекла внимание миллионов зрителей благодаря великолепно сыгранной Олегом Борисовым (1929—1994) главной роли».